# Селенкур
Селенку́р (фр. Selaincourt) — коммуна во французском департаменте Мёрт и Мозель региона Лотарингия. Относится к кантону Коломбе-ле-Бель.	

## География
Селенкур расположен в 27 км к юго-западу от Нанси. Соседние коммуны: Крепе на севере, Говиллер на востоке, Долькур на юго-востоке, Фавьер и Соксеротт на юге.

## История
- На территории коммуны находятся следы галло-романской культуры.

## Демография
Население коммуны на 2010 год составляло 192 человека.
| 1962 | 1968 | 1975 | 1982 | 1990 | 1999 | 2010 |
| ---- | ---- | ---- | ---- | ---- | ---- | ---- |
| 150  | 132  | 111  | 123  | 143  | 182  | 192  |

## Достопримечательности
- Церковь XVIII века.
- Ораториум в честь Освобождения (1947 год).